# Ирина Гатилузио
Ирина Гатилузио (на италиански: Irene Gattilusio; * XIV век, † 1 януари 1440) е византийска императрица с Елена Драгаш като съпруга на император Йоан VII Палеолог.

## Произход
Дъщеря е на Франческо II Гатилузио, господар на Лесбос, и на неизвестна жена или на Валентина Дория. Нейни баба и дядо по бащина линия са Франческо I Гатилузио, владетел на Лесбос, и съпругата му Мария Палеологина, сестра на императора на Византия Йоан V Палеолог и дъщеря на Андроник III Палеолог и Анна Савойска. Има трима братя и две сестри:
- Якопо († ок. 1428), господар на Лесбос (1403/04 – 1428); съпруг на Бона Грималди.
- Дорино I († 30 юни 1455), господар на Лесбос (1428 – 1455), съпруг на Ориета Дория
- Паламеде († пр. 27 октомври 1455), господар на Енос (1409 – 1455)
- Елена, съпруга на Стефан Лазаревич, княз на Моравска Сърбия (1389 – 1402) и деспот на Сръбското деспотство (1402 – 1427);
- Катерина, съпруга на Пиеро Грималди дьо Бьойл, син на Жан Грималди, барон на Бьойл.

## Биография

### Брак с Йоан VII Палеолог
Ирина е омъжена преди 1397 г. за втория си братовчед Йоан VII Палеолог, който е син на Андроник IV Палеолог и Кераца Българска.
През април 1390 г. Йоан VII Палеолог детронира дядо си Йоан V Палеолог и управлява като император няколко дни от 14 до 17 април 1390 г., когато Йоан V успява да си върне отново управлението. След това Йоан VII запазва титлата съимператор и се установява в Силиврия. Там той пребивава до инвазията на турците начело със султан Баязид I. След смъртта на Йоан V престолът е зает от чичото на Йоан VII Мануил II Палеолог. Името на Ирина по време на тези събития не се споменава никъде, което дава основание да се смята, че е възможно по това време тя все още да не е била съпруга на Йоан VII.
През 1399 г. Йоан VII поема управлението на Константинопол като регент на Мануил II Палеолог, който заминава на обиколка из Западна Европа, където търси подкрепа срещу султан Баязид I, който обсажда Константинопол. По това време Ирина вече се споменава като съпруга на регента.
Йоан VII остава на власт до завръщането на Мануил II през 1403 г. Тогава Йоан и Ирина са изгонени от Константинопол заради подозрения, че планират да завземат престола. Двамата обаче запазват императорските си титли и основават свой двор в Солун, където Йоан умира на 22 септември 1408 г.

### Последни години
Ирина надживява съпруга си и се установява на остров Лемнос, където се замонашва под името Евгения. 
Датата на смъртта ѝ е посочена в Хрониката на Георги Франдзес. Погребана е в константинополския манастир „Пантократор“ (Мечет Зайрек).

## Брак и потомство
∞ пр. 1397 за Йоан VII Палеолог (* 1370 в Константинопол, † 24 септември 1408 в Солун), византийски император за пет месеца през 1390 г., син на император Андроник IV Палеолог и съпругата му Кераца-Мария. Имат един син:
- Андроник V Палеолог (* 1400, † 1407), съимператор на Византийската империя с баща си (1403/04 – 1407).